# Bataillon de défense des Marines

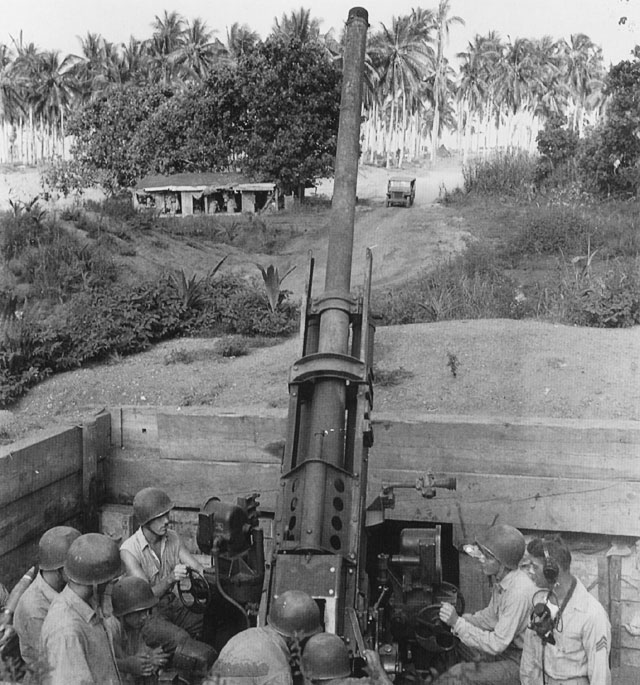
Des servants du 3e bataillon de défense avec un canon antiaérien de 90 mm à Guadalcanal.

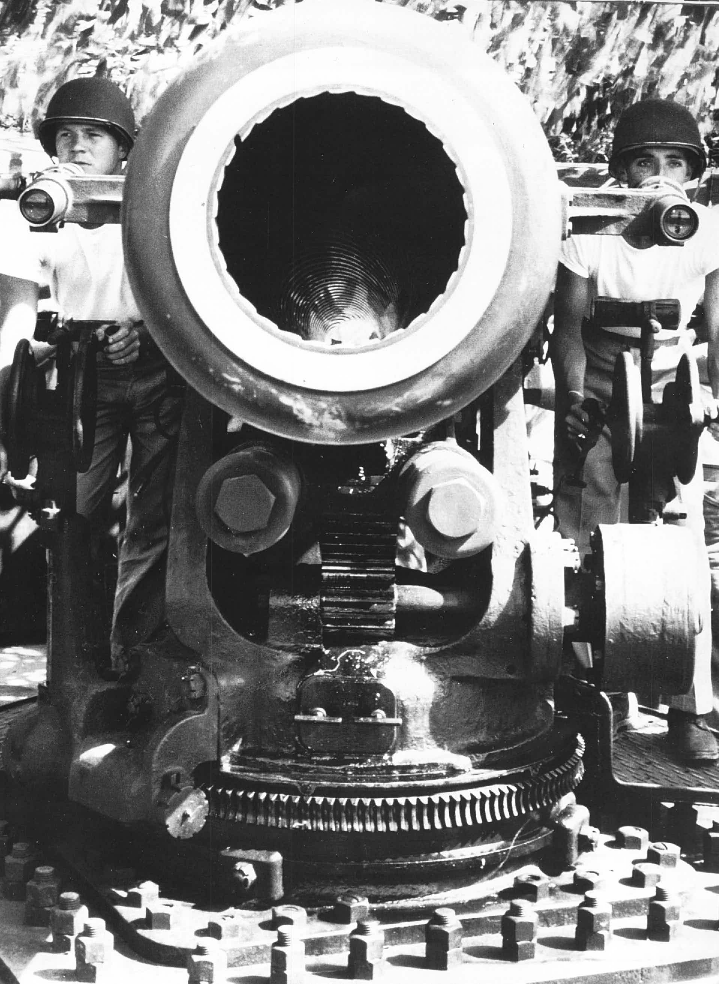
Un bataillon de défense maritime avec un canon de 5 pouces/51 calibres pour la défense côtière dans la base navale de la baie de Guantánamo.

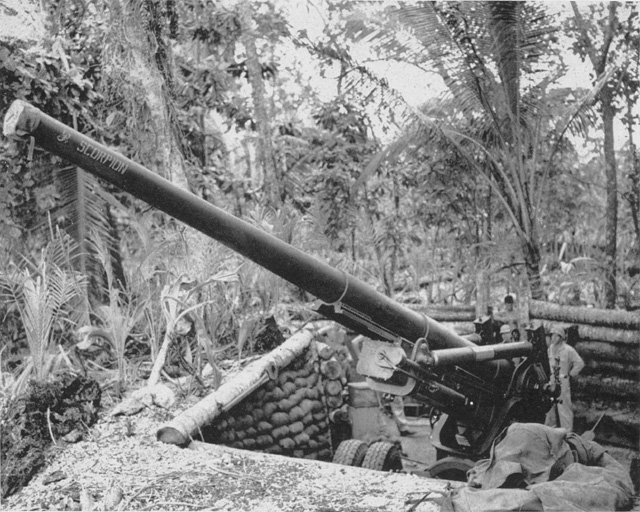
Canon de 155 mm Long Tom « Scorpion » du 4e bataillon de défense maritime à l'aérodrome de Barakoma sur Vella Lavella dans les îles Salomon (Pacifique Sud).

Les bataillons de défense des Marines (en anglais Marine defense battalions) sont des bataillons du Corps des Marines des États-Unis chargés de la défense côtière et aérienne des bases navales avancées pendant la Seconde Guerre mondiale. Ils utilisent des canons anti-navires, des canons anti-aériens, des projecteurs et des armes légères (mitrailleuses et mortiers) pour repousser les forces de débarquement.

## Organisation
Contrairement aux forces mobiles des Marines impliquées dans des actions offensives, les bataillons de défense sont placés aux avant-postes clés, dans le Pacifique et un en Islande. Ils stationnent à l'endroit qu'ils défendaient. La plupart des bataillons varient grandement en taille et en équipement. Les bataillons disposent souvent de plusieurs batteries de canons côtiers, de plusieurs batteries anti-aériennes, d'une batterie de détection (projecteurs et radar) et d'unités de mitrailleuses. Alors que quelques-uns ont des compagnies d'infanterie composites qui leur sont rattachées, la plupart des bataillons de défense sont chargés de fournir leurs propres fusiliers.
Un tableau d'organisation et d'équipement (TOE) de 1939 comprenait :

## Histoire
Les bataillons de défense ont d'abord été conçus à partir du concept de défense fixe lorsque le rôle du Marine Corps, ainsi que de la marine américaine, passe de leur traditionnel service maritime à une force de débarquement amphibie plus « agressive ». Ils ont mené des exercices de défense « fixes » sur l'île de Culebra à Porto Rico tout au long de la première moitié du XXe siècle et dans d'autres régions des Caraïbes.
Les premiers bataillons sont créés en 1939, alors que le déclenchement de la Seconde Guerre mondiale fait craindre que des bases à l'étranger ne soient attaquées par la marine impériale japonaise. En juillet 1941, le 5e bataillon de défense maritime débarque en Islande au sein de la 1re brigade provisoire des Marines aux côtés du 6e régiment des Marines et d'autres éléments de la 2e division des Marines, venant en aide aux forces britanniques jusqu'à son départ en septembre. Le bataillon laisse derrière lui son groupe de défense côtière et échangé les localisateurs sonores d'avions contre des radars SCR-268. En mars 1942, le bataillon est relevé par le 61st Coast Artillery Regiment de l'armée. Après l'attaque de Pearl Harbor, où les défenseurs descendent trois avions japonais le 7 décembre 1941, les bataillons grossissent rapidement. Le 8 décembre, les Japonais se lancent à l'assaut de l'île de Wake et les défenseurs, dont 399 Marines du 1er bataillon de défense, se rendent après une longue bataille le 23 décembre 1941.
En 1942, la guerre du Pacifique devient davantage défensive pour les États-Unis, et, à ce titre, les bataillons de défense des Marines sont largement renforcés et redéployés. Le 4 juin, les Marines de l'île Midway repoussent une attaque aérienne japonaise, contribuant à la victoire de la bataille navale se déroulant à des centaines de kilomètres de là. Le 7 août, le 3e bataillon de défense débarque avec l'infanterie à Guadalcanal et défend l'île (et d'autres dans les îles Salomon) contre les contre-attaques japonaises lors de la bataille de Guadalcanal.
À l'été 1943, des éléments des 9e, 10e et 11e bataillons de défense soutiennent le XIVe corps de l'armée américaine dans la campagne des îles Salomon. D'autres bataillons sont déployés dans les îles du nord, notamment durant la campagne de Bougainville, et au printemps 1944, elles sont toutes reprises.
Au début de 1944, les îles Marshall deviennent la cible suivante dans le Pacifique et les défenseurs des Marines s'y installent. À l'été, ils débarquent dans les îles Mariannes, notamment Saipan, et Guam. Pendant ce temps, le commandant du Corps des Marines, le lieutenant-général. Alexander Vandegrift commence à réduire les bataillons de défense. Deux sont dissous et les autres commencent à se concentrer progressivement sur la défense antiaérienne plutôt que sur la défense côtière. Seuls le 6e, le 51e et le 52e bataillons conservent leur rôle de bataillons de défense ; le reste devient des unités anti-aériennes sous la Fleet Marine Force, Pacific.

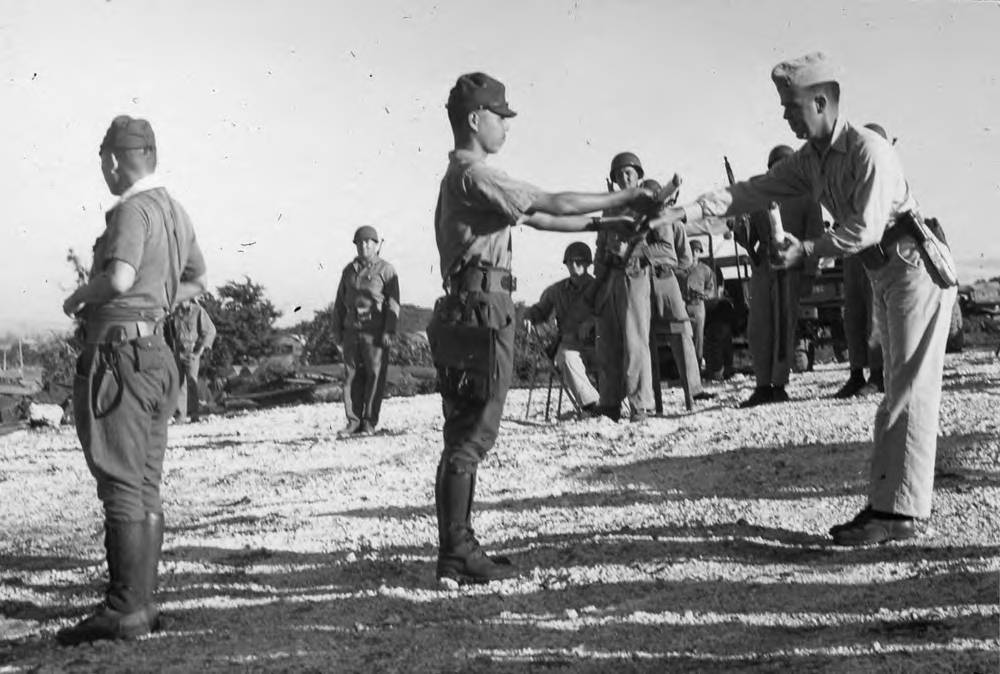
Le capitaine de l'armée impériale japonaise Sakae Ōba remet son épée de samouraï au lieutenant-colonel Howard G. Kurgis, USMC, à Saipan, dans les îles Mariannes, le samedi matin 1er décembre 1945.

À la fin de l'année 1944, les 2e, 5e, 8e et 16e bataillons d'artillerie antiaérienne (anciennement de défense) forment le 1er groupe provisoire d'artillerie antiaérienne en vue d'envahir le Japon. Bien qu'ils n'aient pas participé à la bataille d'Iwo Jima, ils atterrissent à Okinawa en avril 1945. Peu de temps après, la capitulation japonaise entraîne la dissolution de la plupart des bataillons de défense.
Les bataillons de défense maritime étaient considérés comme un type d'unité idéal pour créer et déployer des unités afro-américaines avec un leadership blanc, car ils s'entraînaient de manière indépendante et combattaient dans des zones isolées. Ces recrues prévues pour les bataillons de défense ont été formées à Montford Point, alors ségrégué, en Caroline du Nord (maintenant connu sous le nom de Camp Gilbert H. Johnson, qui fait partie du complexe Marine Corps Base Camp Lejeune). Les soldats sont ensuite affectés aux deux bataillons noirs de défense, les 51e et 52e.